# Dick van Toorn
Dirk Alex (Dick) van Toorn (Rotterdam, 22 juni 1932 – aldaar, 30 juli 2013) was een Nederlands fysiotherapeut. Van Toorn was onder meer vanaf midden jaren 90 tot 2001 als fysiotherapeut verbonden aan Feyenoord.

## Biografie
Van Toorn verwierf faam in de sportwereld vanwege zijn onorthodoxe maar effectieve revalidatietechnieken. In 2010 raakte hij nationaal en internationaal bekend door de behandeling van Arjen Robben. Robben raakte kort voor het WK 2010 geblesseerd aan zijn hamstring in de vriendschappelijk interland tussen Oranje en Hongarije. Hoewel voor het herstel van deze blessure een periode van vier tot zes weken stond, stoomde Van Toorn de toenmalige pijler van het Nederlands elftal door zware training in vijf dagen klaar voor het WK in Zuid-Afrika. Robben zou uiteindelijk met Nederland de finale van het toernooi bereiken. Toen de buitenspeler na afloop terugkeerde bij zijn club Bayern München ontstond er echter ophef over de aanpak van Van Toorn. Hij zou Robben verkeerd behandeld hebben, waardoor de buitenspeler maandenlang buitenspel stond.

## Overlijden
De 81-jarige Van Toorn overleed op 30 juli 2013 aan de gevolgen van een herseninfarct.

## Lijst van behandelde sporters[5]

### Voetballers
- Marco van Basten
- Johan Cruijff
- Ruud Gullit
- Willem van Hanegem
- Ronald Koeman
- Ruud Krol
- Arjen Robben
- Simon Tahamata
- Rafael van der Vaart
- John de Wolf
- Jan Ceulemans
- Eric Gerets
- Walter Meeuws
- Jean-Marie Pfaff
- Robert Prosinečki
- Christo Stoitsjkov
- José Bakero
- Fran González
- Manuel Lago Traba
- Predrag Mijatović

### Tennissers
- Tom Okker
- Jan Siemerink
- Betty Stöve
- Jana Novotná

### Hockeyers
- Ties Kruize
- Tim Steens
- Joost Bellaart

### Wielrenners
- Jelle Nijdam